# Papalotla, Veracruz
Papalotla är en ort i Mexiko.   Den ligger i kommunen La Perla och delstaten Veracruz, i den sydöstra delen av landet, 210 km öster om huvudstaden Mexico City. Papalotla ligger 2 557 meter över havet och antalet invånare är 681.
Terrängen runt Papalotla är bergig västerut, men österut är den kuperad. Runt Papalotla är det ganska tätbefolkat, med 199 invånare per kvadratkilometer. Närmaste större samhälle är Orizaba, 16,0 km sydost om Papalotla. I omgivningarna runt Papalotla växer huvudsakligen savannskog.